# دامیانا دایانا
دامیانا دایانا (انگلیسی: Damiana Deiana؛ زادهٔ ۲۶ ژوئن ۱۹۷۰) بازیکن فوتبال اهل ایتالیا است.
وی همچنین در تیم ملی فوتبال زنان ایتالیا بازی کرده‌است.